# Clariallabes pietschmanni
Clariallabes pietschmanni är en fiskart som först beskrevs av Güntert, 1938.  Clariallabes pietschmanni ingår i släktet Clariallabes och familjen Clariidae. Inga underarter finns listade i Catalogue of Life.